# Melun
Melun (o Melú) és un municipi francès situat al departament de Sena i Marne i a la regió de l'Illa de França. L'any 2004 tenia 37.500 habitants. Forma part del cantó de Melun, del districte de Melun i de la Comunitat d'aglomeració Melun Val de Seine.

## Fills il·lustres
- Guillaume-Gabriel Nivers (1617-1714) compositor, organista i musicòleg.
- Pierre Certon (1542-1572), compositor musical.